# Har Zeved
Har Zeved (hebreiska: הר זבד) är ett berg i Israel.   Det ligger i distriktet Norra distriktet, i den norra delen av landet. Toppen på Har Zeved är 994 meter över havet. Har Zeved ingår i Haré Meron.
Terrängen runt Har Zeved är huvudsakligen kuperad, men åt sydost är den bergig.Runt Har Zeved är det tätbefolkat, med 511 invånare per kvadratkilometer. Närmaste större samhälle är Karmi'el, 11,6 km sydväst om Har Zeved. 